# مالیخولیا (فیلم ۲۰۰۸)
مالیخولیا (انگلیسی: Melancholia)؛ یک فیلم یه کارگردانی لاو دیاز از کشور فیلیپین است که در سال ۲۰۰۸ میلادی منتشر شد. فیلم، جایزهٔ افق را در شصت و پنجمین جشنواره بین‌المللی فیلم ونیز به دست آورد. مدت این فیلم، ۷ و نیم ساعت (۴۵۰ دقیقه) است.